# Павло Жаткович
Павло Жаткович (1852, Ужгород, Австрійська імперія — 8 жовтня 1916, Нью-Йорк, США) — закарпатський емігрантський журналіст. Головний редактор «Американскаго Русскаго Вѣстника».
Народився 1852 року в Ужгороді. Брат Юрія Жатковича, батько Григорія Жатковича — першого чехословацького губернатора Підкарпатської Русі. Його батько Юрій працював учителем у школі для канторів в Ужгороді.
Навчався в Ужгородській гімназії, пізніше закінчив секретарські курси. Працював сільським секретарем у різних селах Закарпаття протягом п'ятнадцяти років. Одружився з Ірмою Злотцькою. У подружжя народилося 6 дітей.
1891 року емігрував до США, оселився у штаті Пенсильванія. Став одним зі співзасновників «Соединенія греко-кафтолическихъ русскихъ братствъ» — братсько-допомогової організації для закарпатських греко-католицьких іммігрантів. 1892 року заснував «Американскій Русскій Вѣстник» — друкований орган «Соединенія». У своїх статтях обстоював карпаторуські та клерикально-консервативні погляди.
Помер 8 жовтня 1916 року в Брукліні, Нью-Йорк. Похований у Поттсвіллі, штат Пенсильванія.